# Kulsprutepistol m/37
9 mm kulsprutepistol m/37, kort 9 mm kpist m/37, är en svensk version av den finska kulsprutepistolen Lahti kp/31 som användes i den Svenska krigsmakten under andra världskriget fram till slutet av kalla kriget. Det var den första kulsprutepistol att inskaffas i antal av den svenska försvarsmakten och köptes in som del av Sveriges upprustning inför andra världskriget. De första hundratalen producerades i Finland medan senare produktion skedde under licens i Sverige av bland annat Husqvarna Vapenfabriks AB.
Svenska kulsprutepistol m/37 är till stor del identisk med det finska grundvapnet men har annorlunda vapenstock och nedkortad pipa, en typ saluförd som ”maskinpistol m/SUOMI mindre”. Vapnen var ursprungligen kamrade för samma patron som svenska pistol m/07, nämligen ”9 × 20 mm Browning Long” (9 mm patron m/07), jämte de finska vapnen som istället var kamrade för ”9 × 19 mm Parabellum”. Jämte 9 mm Parabellum, som är en randlös patron, är Browning Long en halvrandpatron (både rilla och fläns för hylsutdragning) som kräver ett bakåtgående magasin för korrekt matning. Detta då ett rakt magasin, men även oförsiktig magasinladdning, kan leda till så kallad ”randlåsning”, där underliggande patron hamnar med sin fläns framför övre patronens fläns och därmed låser denna från att matas av slutstycket, det vill säga matningsfel med eldavbrott som följd. Detta skapade strul vid tillverkningen i Finland, eftersom det krävde en egen produktionslinje för de svenska vapnen och nya ritningar för magasinbrunnen.
Strax efter leverans blev det dock orimligt att försöka behålla den svenska kalibern och när tyska Bergmann-kulsprutepistoler och Walther P38-pistoler nödköptes 1939 som kpist- och pistol m/39 tvingades 9 mm Parabellum in i den svenska krigsmakten som 9 mm patron m/39, vilket följdes av konvertering till den nya patronen för existerande och nyproducerade vapen som kpist m/37-39. Ytterliga nödköp gjordes senare av den finska grundmodellen med längre pipa och stock som kpist m/37-39 F.

## Historia
Efter introduktionen av de första kulsprutepistolerna under första världskriget kom en rad länder att utveckla egna kulsprutepistoler som resultat under mellankrigstiden. Detta ledde bland annat till att den finska vapenkonstruktören Aimo Lahti utvecklade kulsprutepistolen Suomi, i finsk tjänst betecknad 9 mm konepistooli M/31 (Finlandssvenska: 9 mm maskinpistol M/31), eller kp/31 för kort, under början av 1930-talet.

### 9 mm kpist m/37

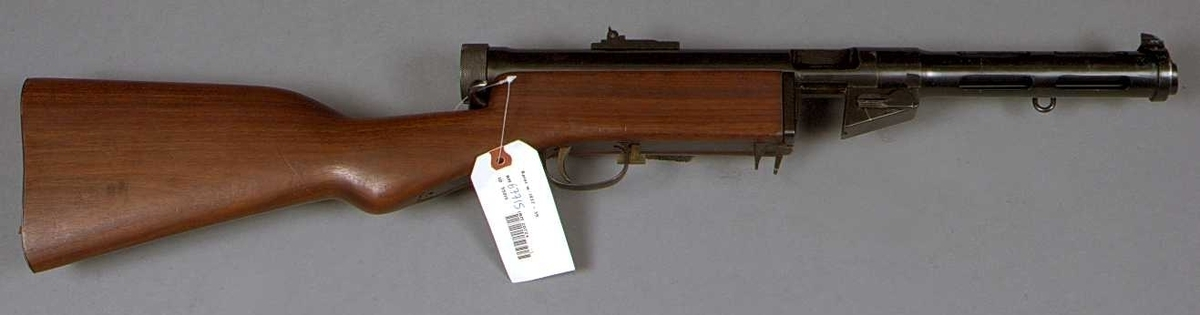
9 mm kulsprutepistol m/37

Då Sverige började ana att ett nytt Europakrig var på väg under 1930-talet påbörjades en upprustning av hela Sveriges försvar. Under denna upprustning blev inköp av kulsprutepistoler aktuell då det upptäcktes det att Sverige inte hade några kulsprutepistoler till sitt befogande. Sverige hade goda kopplingar till den finska vapenindustrin och 1936 väckte en viss Viktor Peyron intresse för den finska kpisten Suomi kp/31. Ett antal av dessa köptes från Finland för försök och prov. Försöken var goda och i juli 1937 beställdes en första serie om 500 vapen typ ”maskinpistol m/SUOMI mindre” från Tikkakoski AB (”Tikka ”) i Jyväskylä, därefter betecknad 9 mm kulsprutepistol m/37.
Det finska grundvapnet var kamrat för patronen ”9 × 19 mm Parabellum”, vilken svenska krigsmakten då ej brukade. Inom det svenska försvaret ville man inte införa en ny pistolpatron, dels på grund av kostnad, både då det gällde anskaffning av verktyg och uppläggning av mobiliseringslager, särskilt då ganska exakt 100 miljoner 9 mm patron m/07 fanns i lager, dels för att flera snarlika pistolpatroner kan förväxlas i fält. Detta är särskilt allvarligt vid ammunitionsersättning i strid eller vid skärpt beredskap. Istället beställde svenska krigsmakten de egna vapnen i sin snarlika dåvarande pistolammunition ”9 × 20 mm Browning Long” (9 mm patron m/07), egentligen avsedd för pistol m/07, och förändringar i konstruktionen gjordes motvilligt av Lahti och tillverkaren. De svenska vapnen gjorde produktion i Finland problematisk eftersom de avvek från de finska vapnen och behövde specialtillverkats med nya verktyg och egna produktionslinjer. Detta ledde till att man från finskt håll pläderade för att Sverige skulle införa patronen 9 mm Parabellum som användes på de finska grundvapnen. Denna patron användes redan i stora delar av världen vid denna tidpunkt och gjorde att Finland enkelt kunde exportera kp/31 till olika länder utan större modifikation. Men på grund av den problematiska logistiken som skulle uppstå med att anta en ny pistolpatron enbart för en ny kulsprutepistol ansågs detta opraktiskt från svensk synvinkel.
Browning Long var problematisk för den finska konstruktionen eftersom den var försedd med halvrandhylsa, det vill säga att patronens bas har en kringgående räffla (”rilla”) följt av en fläns (”rand”) med något större diameter än resten av hylsan, jämte 9 mm Parabellum som är ”randlös”, där hylsbasen enbart har rilla och saknar ”rand”. Halvrandpatroner (samt randpatroner) är problematiska då de kan låsa magasinmatningen om en ovanpåliggande patron hamnar med randen bakom underliggande patrons rand, vilket förhindrar den ovanliggande patronen från att kunna skjutas fram in i patronläget av slutstycket och således låser matningen, så kallad ”randlåsning”. För att säkra matningen behövde magasinet till kpist m/37 tillverkas med en bakåtvinkel så att ovanliggande patroner vid korrekt magasinladdning ligger med randen i underliggande patronens rilla framför underliggande rand, varvid magasinet ansätts i vapnet något snett.
I januari 1937 begärdes utförseltillstånd för 6 500 9 mm patron m/07 att sändas till Tikka för prov i ”maskinpistol m/SUOMI mindre” med ordinarie finska trummagasin. Av dessa ska 1 500 omslipas av Mariebergs ammunitionsfabrik (AMF Marieberg) till randlöst tillstånd likt 9 mm Parabellum och 500 av dessa sändes till Tikka. ”GF” fick i uppdrag att utföra prov med omslipade patroner i de finska trummagasinen (50 samt 70 patroners typer) vilket krävde införande av patronstöd i magasinen för att fixera patroner i axiellt led. Proven med trummagasin och patronstöd gick bra och anbud begärs från Tikka. I mars 1937 utlämnas fem vapen jämte trummagasin och omslipade patroner till infanteriskjutskolan för utprovning. Proven ger gott resultat och visar att patron m/07 kan användas i finska trummagasin i oförändrat skick (omslipningen lär enbart ha gjorts för att tillåta hylsutdragning med ordinarie finskt slutstycke under proven).
Det första exemplaret av kpist m/37 förevisas fredagen den 23 april 1937 på AMF Marieberg. Den 12 maj 1937 förändras anbudet, med alternativen 500, 600 eller 700 vapen samt stavmagasin för 28 patroner, då pistolammunitionen kom i askar om 28 stycken (en ask per magasin), överstämmande med den svenska modell som förevisades på Marieberg 23 april. Tygdepartementet valde det första alternativet och den 13 juli 1937 beställdes 500 stycken kpist m/37 för 300 SEK:- per styck jämte tillbehör och verktyg inklusive lösskjutningspipa för 59 SEK:- per sats. Magasin beställdes inte då de av Tikka konstruerade enradiga 28-patroners stavmagasinen för sned infästning ej längre ansågs ha tillräcklig ammunitionskapacitet. Istället valdes ett nyutvecklat 4-radigt stavmagasin konstruerat av vapensmeden Viktor Schillström vid Carl Gustafs stads gevärsfaktori, vars fyra patronrader höll 56 patroner fulladdat (två askar per magasin). De fyra patronraderna gav magasinet hög kapacitet relativt till längden. Samtidigt med beställningen 13 juli konfirmerar man överenskommelsen om tillverkningsrätt i Sverige för en anslagen summa av 180 000 kr. Ett behov om 720 vapen hade satts men det minsta Tikkakoski kunde gå med på för den anslagna summan var 500 vapen och detta var det minsta som kunde accepteras för att lämna licens för tillverkning i Sverige.
I aug 1937 meddelar Tikka till Tygdepartement att modellvapen nummer 824 med ”stångmagasin” nummer 1097 jämte reservdelar försänts till ”faktoriet” (Husqvarna Vapenfabriks AB?) samt att ingenjör Harlathi kan ställas till förfogande av Tikka för hjälp med magasinsfrågan. En delleverans av 50 vapen skulle ha skett under november men senarelagdes till januari följande år på grund av materialförsening från Fagersta. Slutleverans av resterande 450 vapen skedde i juli 1938. Cirka 900 kpist m/37 ska ha funnits i Sverige när andra världskriget bröt ut 1939.
Ursprungliga 9 mm kpist m/37 i 9 mm patron m/07 listas fortfarande i svenskt tryckt krigsmateriel från 1942 men verkar ha fasats ut runt 1943 då den inte finns med i tryckt krigsmateriel från 1944.

### 9 mm kpist m/37-39

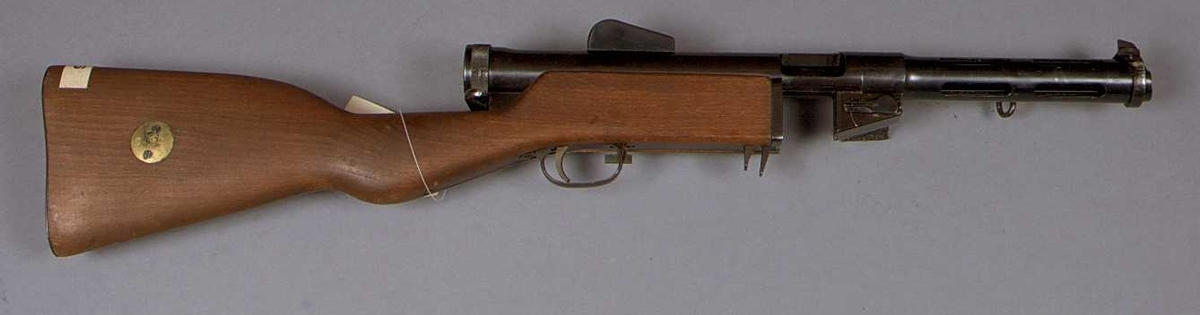
9 mm kulsprutepistol m/37-39

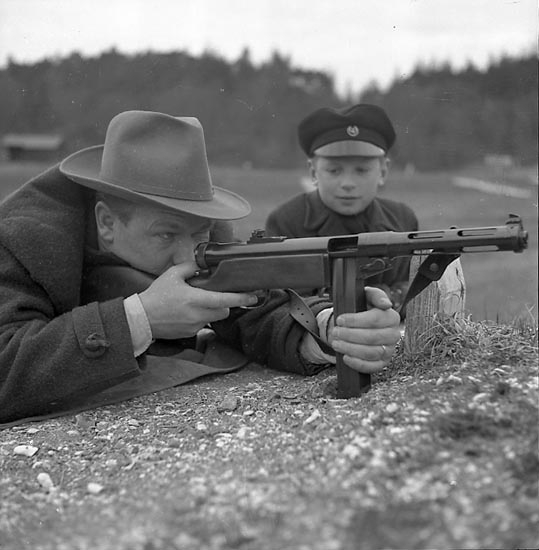
Skjutning med 9 mm kpist m37-39

Vid andra världskriget utbrott 1939 insåg Sverige att de behövde många fler kpistar än vad som kunde införskaffas från Finland. För att snabbt kunna köpa in fler kpistar kunde man heller inte längre specialbeställa kpistar utformade för patronen 9 mm patron m/07. Detta ledde till att Sverige från Nazityskland köpte in 1800 kpistar av modellen ”Bergmann Maschinenpistole MP 1935”, vilka betecknades 9 mm kpist m/39, samt 1500 armépistoler av modellen ”Walther P38”, vilka betecknades 9 mm pistol m/39. De nya tyska vapnen var utformade för den tidigare nämnda patronen 9 mm Parabellum, varav man bestämde sig för att officiellt anta denna patron som den nya primära pistolpatronen för den svenska krigsmakten i syfte att standardisera sig med grannländerna Finland och Nazityskland för framtida krigsmaterielhandel, vilket till exempel ledde till anskaffningen av ”Lahti L-35” följande år under beteckningen 9 mm pistol m/40. 9 mm Parabellum betecknades 9 mm patron m/39 i Sverige och var till skillnad från den tidigare 9 mm patron m/07 en mycket modernare och kraftfullare patron. Patronens hylsa var randlös och var trots sin 1 mm kortare hylslängd försedd med kraftfullare drivladdning. Detta gav den högre utgångshastighet och gjorde den säkrare att använda i stavmagasin än dess föregångare.
I och med anskaffningen av 9 mm patron m/39 blev det aktuellt att konvertera existerande kpist m/37 och nyproduktion till denna nya patronen. Denna variant betecknades 9 mm kulsprutepistol m/37-39 och kom även att nytillverkas i 3 5000 exemplar på licens i Sverige av Husqvarna Vapenfabriks AB.
I konverteringen byttes pipan, magasinporten och siktskåror ut på huvudvapnet. Eftersom den nya patronen hade längre räckvidd behövdes nya siktskåror för 100, 200 och 300 meter på siktet. Den ursprungliga m/37-modellen hade bara siktskåror för 100 och 200 meter. Eftersom 9 mm patron m/39 saknade rand var det inte längre nödvändigt att använda bakåtvinklade magasin som till 9 mm patron m/07, varav man gjorde nya stavmagasin för kpist m/37-39 som var raka och monterades vinkelrätt. Dessa stavmagasin hade också 4 patronrader men höll enbart 50 patroner, troligen en kompromiss grundat i hur många patroner som kom med var patronask.
Tillverkning av den ursprungliga m/37-varianten upphörde i och med anskaffningen av kpist m/37-39. Det okänt ifall alla kpist m/37 konverterades till kpist m/37-39 eftersom de finns listade i tidsenligt tjänstemateriel fram till 1942-1944. Det kan vara så att konverteringen utfördes under en längre period i omgångar och att de sista vapnen konverterades någon gång mellan 1942 och 1944.
Kpist m/37-39 fanns sent på 1980-talet i Svenska mobiliseringsförråd[källa behövs] men något exakt år för utfasning är svår att fastställa. Troligen försvann de formellt någon gång efter Sovjetunionens fall på 1990-talet.

### 9 mm kpist m/37-39 F

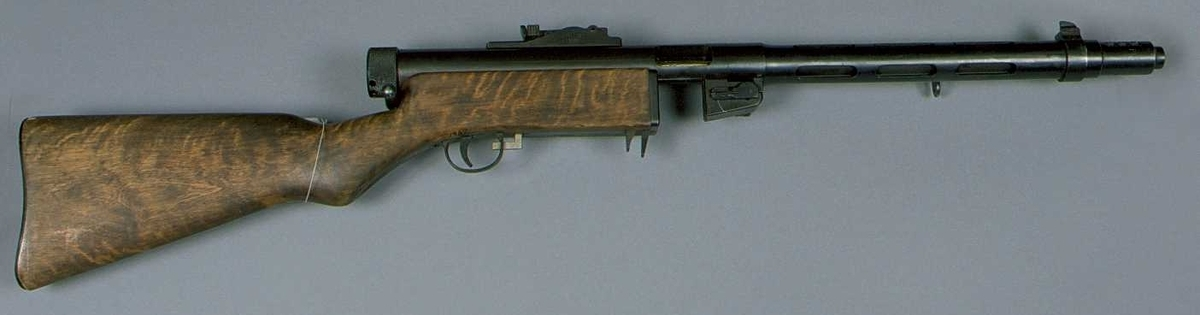
9 mm kulsprutepistol m/37-39 F

Trots licenstillverkningen av kpist m/37-39 så behövdes fler kpistar än vad som kunde produceras i Sverige. Detta ledde till att man köpte in 500 kpistar av den finska varianten av vapnet, kp/31. Denna skiljde sig något från svenska kpist m/37-39 och fick därför beteckningen 9 mm kulsprutepistol m/37-39 F, där F står för Finland.
Köpet av kpist m/37-39 F gjordes innan 1942 eftersom den finns listad i svenskt tryckt materiel från 1942. De lär ha köpts in först efter krigsslutet av Vinterkriget 1940.

## Varianter
- 9 mm kulsprutepistol m/37 – 9 mm kpist m/37 – ursprunglig variant baserad på finska kulsprutepistolen 9 mm konepistooli M/31 fast utformad för patronen 9 x 20 mm Browning Long för den svenska krigsmakten – 500 byggda av Oy Tikkakoski AB mellan 1937 och 1938, 400? byggda av Husqvarna Vapenfabriks AB fram till 1939.
- 9 mm kulsprutepistol m/37-39 – 9 mm kpist m/37-39 – modifierad variant av 9 mm kpist m/37 utformad för patronen 9 x 19 mm Parabellum för den svenska krigsmakten – 35 000 byggda av Husqvarna Vapenfabriks AB från okänt datum till okänt datum och okänt antal ombyggda från ursprungliga 9 mm kpist m/37 från okänt datum till okänt datum
- 9 mm kulsprutepistol m/37-39 F – 9 mm kpist m/37-39 F – finsk variant av 9 mm konepistooli M/31 exporterad till den svenska krigsmakten – 500 inköpta mellan 1939 och 1942

### Data
| Beteckning:       | 9 mm kulsprutepistol m/37                               | 9 mm kulsprutepistol m/37-39                                                                                            | 9 mm kulsprutepistol m/37-39 F                                                                                          |
| Förkortning:      | 9 mm kpist m/37                                         | 9 mm kpist m/37-39 | 9 mm kpist m/37-39 F |
| Ritning           | enkel                                                   | enkel | enkel |
| Antal             | 500? av Oy Tikkakoski AB 400? Husqvarna Vapenfabriks AB | 35 000 av Husqvarna Vapenfabriks AB >900 konverterade från kpist m/37                                                   | ca 500 av Oy Tikkakoski AB                                                                                              |
| Utformning        |                                                         | | |
| Låsmekanism       | Tungt slutstycke                                        | Tungt slutstycke | Tungt slutstycke |
| Rekyl             | Slutstycksrekyl                                         | Slutstycksrekyl | Slutstycksrekyl |
| Vikt              | 3,9 kg                                                  | 3,9 kg | 4,6 kg |
| Vapenlängd        | 770 mm                                                  | 770 mm | 867 mm |
| Eldrörslängd      | 213 mm                                                  | 213 mm | 313 mm |
| Riktmedel         | Fällbart sikthuvud och korn                             | Fällbart sikthuvud och korn                                                                                             | Bågklaffsikte och korn                                                                                                  |
| Siktskåror        | Två: 100 m, 200 m                                       | Tre: 100 m, 200 m, 300 m                                                                                                | En: 100 – 500 (ställbar)                                                                                                |
| Visirlinje        | 360 mm                                                  | 360 mm | 440 mm |
| Ammunition        |                                                         | | |
| Patron            | 9 mm patron m/07 9 × 20 mm Browning Long                | 9 mm patron m/39 9 × 19 mm Parabellum                                                                                   | 9 mm patron m/39 9 × 19 mm Parabellum                                                                                   |
| Projektilvikter   | - 9 mm sk ptr m/07: 7,1 g                               | - 9 mm sk ptr m/39 F: 7,5 g - 9 mm sk ptr m/39 T: 8,0 g - 9 mm sk ptr m/39 A: 7,5 g - 9 mm sk ptr m/39 S: 7,5 g         | - 9 mm sk ptr m/39 F: 7,5 g - 9 mm sk ptr m/39 T: 8,0 g - 9 mm sk ptr m/39 A: 7,5 g - 9 mm sk ptr m/39 S: 7,5 g         |
| Vapenmagasin      | - 9 mm stavmagasin m/37: 56 ptr                         | - 9 mm stavmagasin m/37-39: 50 ptr - 9 mm stavmagasin m/45: 36 ptr                                                      | - 9 mm stavmagasin m/37-39: 50 ptr - 9 mm stavmagasin m/45: 36 ptr                                                      |
| Prestanda         |                                                         | | |
| Eldhastighet      | 840 – 1200 sk/min                                       | 840 – 1200 sk/min | 840 – 1200 sk/min |
| Utgångshastighet  | - 9 mm sk ptr m/07: 355 m/s                             | - 9 mm sk ptr m/39 F: 385 m/s - 9 mm sk ptr m/39 T: 375 m/s - 9 mm sk ptr m/39 A: 395 m/s - 9 mm sk ptr m/39 S: 385 m/s | - 9 mm sk ptr m/39 F: 400 m/s - 9 mm sk ptr m/39 T: 390 m/s - 9 mm sk ptr m/39 A: 410 m/s - 9 mm sk ptr m/39 S: 400 m/s |
| Effektiv räckvidd | 0 – 200 m                                               | 0 – 300 m | 0 – 500 m |
| Störta skottvidd  | 1500 m                                                  | 1500 m | 1500 m |

### Förkortningar i tabellen
- sk – skarp
- ptr – patron
- pptr – pistolpatron
- F – Finsk
- T – Tysk
- A – Amerikansk
- S – Svensk